# Santo Domingo de Porta Coeli

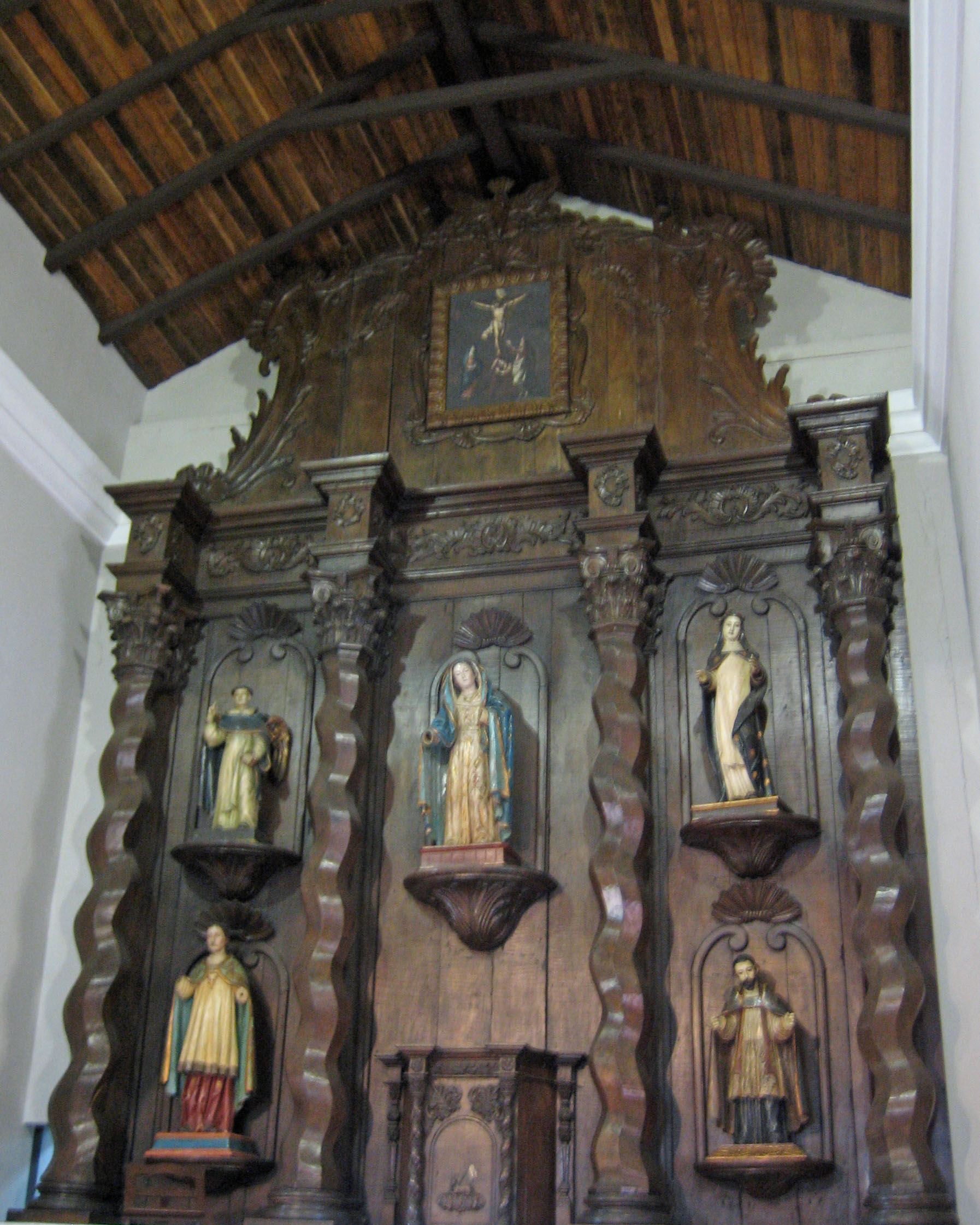
Altar de l'església de Porta Coeli, amb la Mare de Déu en el centre superior

Santo Domingo de Porta Coeli és un antic convent església del segle xvii, localitzat a San Germán, Puerto Rico, considerat un dels mes antics de l'hemisferi occidental i convertit en un museu d'art religiós.
El 1609, els dominics van construir el Convent de Porta Coeli a la cresta d’un turó de l’actual districte històric de San Germán. Durant el segle xviii es va reconstruir el Convent i es va construir una església al costat. L'església d'una sola nau estava construïda amb maçoneria de runa amb parets revestides d'estuc i un sostre de tijerales de fusta.
El 1949, Ubaldino Ramírez de Arellano, Monseñor Mac Manus, bisbe de Ponce, el senador Santiago R. Palmer i altres van disposar que l'església de Porta Coeli a San German fos venuda al govern de Puerto Rico per un dòlar perquè en fos el responsable de la seva custòdia i conservació.
Després de la restauració de l’Institut de Cultura de Puerto Rico, l'església ara acull el Museu d’Art Religiós. Es tracta d’un museu de pintures religioses i talles de fusta dels segles xviii i xix. L'edifici va figurar el 1976 al Registre Nacional de Llocs Històrics dels Estats Units com a "Convent de Porta Coeli".